# 반세계화 운동
반세계화 운동(反世界化運動, 영어: anti-globalization movement, counter-globalisation movement)은 세계화 움직임에 반대하는 운동을 통틀어 가리킨다. 특히 많은 경우 신자유주의적인 경제 세계화에 비판적이며, 연관된 운동으로 세계 정의 운동, 대안 세계화 등이 있다. 이러한 운동에 참가하는 사람들은 다음과 같은 비판적인 생각들을 가지고 있다. 대규모의 다국적 기업들이 무역 협정과 관세가 철폐된 경제 시장을 통해 막강한 정치적 권력을 가지고 있다며 비판적인 입장을 취한다. 특히 그러한 기업들은 노동 안전 기준, 노동 고용과 보상 기준, 환경 보존 원칙 그리고 국가 입법권과 자주권을 통해, 혹은 이러한 것들을 조정함으로써 이윤을 극대화시키고자 한다는 점에서 비난을 받는다. 2012년 1월, 몇몇의 주석자들은 이러한 글로벌 경제의 유례없는 변화를 "turbo-capitalism" (Edward Luttwak), "market fundamentalism" (George Soros), "casino capitalism" (Susan Strange), "cancer-stage capitalism" (John McMurtry), and as "McWorld" (Benjamin Barber) 라고 특징지었다.

## 관념과 원인
세계화에 반대하는 사람들은 국제 협약과 IMF, 세계 무역 기구와 같은 세계 경제 기구들이 지역이나 국가의 자 결정권을 심각하게 침해한다고 보고 있다. 이러한 기구들을 경제적 이득을 얻기 위해 사용하는 다국적 기업들은 개인 혹은 소규모 사업이 할 수 없는 다음과 같은 특권을 가지고 있다.
1. 국경을 자유롭게 넘나들 수 있다.
2. 훌륭한 천연자원을 얻을 수 있다.
3. 다양한 인적 자원을 이용할 수 있다.

이 운동의 목적은 법인격의 법적 지위의 종말, 자유 시장 근본주의의 해소 그리고 세계 은행, IMF, 세계무역기구의 급진 경제적 사유화의 해소에 있다.
운동가들은 특히 윤리적 기준을 고려하지 않는 신자유주의를 촉진시키는 세계화와 국제 기구에 의해 존속하는 다양한 악용현상에 적극적으로 반대한다.
반세계화 운동가들은 또한 노동환경과 노동자들의 건강과 복지를 보호할 수 있는 방법을 가지고 있지 않는 자유 무역은 산업 국가(종종 개발도상국 세계인 “남(South)”과 반대되는 용어로 “북(North)”)의 힘을 거의 증가시키지 않을 것이라고 말한다. .이 운동을 지지하는 사람들은 이러한 과정을 양극화라고 보았으며 현재 신 자유주의 경제는 더 부유한 국가들에게 개발도상국들을 지배하게끔 하는 이점을 가져와 그들의 착취를 가능케 하고 세계 부의 격차를 더욱 크게 만들었다고 주장한다. 유엔 특별 보고자인 Jean Ziegler에 의한 보고에 따르면 개발도상국 나라에 있는 수 백만의 농부들이 그들의 생계수단을 잃고 있다. 하지만 북방의 나라들은 소수의 농부들만이 그럴 뿐이라고 한다. 그리고 그는 현재 세계 무역 체계의 불평등은 WTO의 가입 국가 사이에 권력의 불평등함을 제공하며 관리 아래 해소되기 보다는 오히려 지속된다고 주장한다. 운동가들은 또한 발전 국가들이 그들의 농업 경쟁력을 세계시장에서 더욱 확대시키기 위해 농업 발전 보조금과 수출 보조금을 사용하는 것이 많은 개발도상국의 농업활동이 축소되는 주요한 요인이라고 지적한다.

### 세계 경제 기구와 다국적 기업에 반대

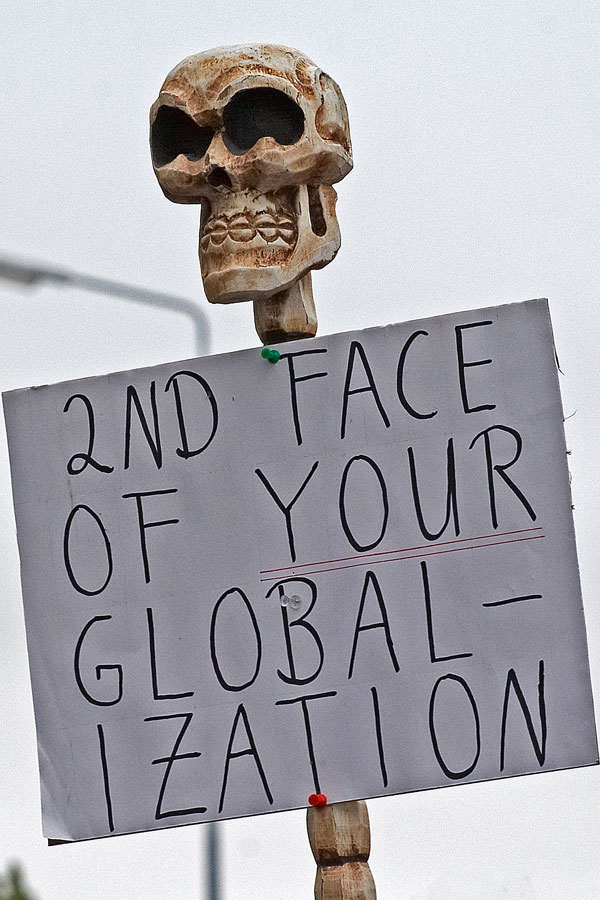
하일리겐담에서 2007년 G8 회의에 반대하는 시위.

1990년대 OECD가 투자 자유화 협정을 통해 국경을 넘는 투자와 무역 제한을 자유화시키는 것을 제안하면서 전 세계적으로 강력해진 신자유주의의 독재에 대한 반대로 인터넷을 통해 이 운동이 발전하기 시작했다.
투자 자유화 협정은 너무 이르게 공개 조사에 노출되었으며 국내외 시민 사회 대변인들의 완강한 반대에 의해 1998년 11월에 결국 폐지되었다.
신 자유주의는 제약없는 자유 무역과 공공 부문 규제의 감소가 가난한 나라와 부유한 나라의 약자들에게 이익을 가져올 것이라고 주장했다. 이에 반해 반 세계화 지지자들은 자유화에 대한 강제적 기준이 존재하지 않는다면 자연 환경의 보존, 인권(특히 근무 환경)보호, 민주주의 기구가 세계화에 의해 위험에 처하게 될 것이라고 주장한다.

### 반전 운동
2002년까지 많은 반 세계화 운동은 곧 닥칠 이라크 침공에 대해 반대하였다. 11만명 혹은 그 이상의 운동가들이 2003년 4월 15일 주말, 곧 임박할 이라크 전쟁에 반대하기 위해 모였다. 뉴욕 타임지는 이를 “세계 두 번째 초강대국”이라고 부르기도 하였다. 다른 반전시위도 반 세계화 운동에 의해 조직되었는데, 예를 들면 대규모 시위였던 이라크 전쟁에 반대하는 시위는 이탈리아 피렌체에서 2002년 11월에 열린 첫 번째 유럽 사회 포럼을 저지했다.
반 세계화 무력 투쟁가들은 많은 민주주의 국가(스페인, 이탈리아, 폴란드와 영국 등)의 지도자들이 전쟁에 반대하는 그들 나라 대다수 국민들의 의견과 반대하는 방향으로 행동하기 때문에 민주적 기구의 올바른 기능을 의심한다. 노암 촘스키는 이들 지도자들이 “민주주의를 향한 그들의 경멸을 보여준다”고 주장했다 각자 운동의 논리와 조직을 가지고 전개되어온 반전평화운동과 반세계화운동은 9.11 테러를 계기로 급속히 결합하게 되었다. 9.11 이후의 사태전개로 인해 반전평화와 반세계화운동 모두 심각한 위기 의식을 갖게 되었고 두 운동이 공동의 적을 대면하고 있다는 인식이 공유되기 시작하였다.

### 용어의 적절성
노암 촘스키는 반 세계화라는 용어의 적절성을 지적했다. 그는 경제적인 반 세계화 운동의 반대를 지지했을 뿐 다른 영역에서는 세계화의 반대를 지지하지 않았다. 반 세계화는 어느 분야를 반대하느냐에 따라 다르다. 예를 들어 정치적인 세계화를 반대할 수 있지만 반 세계화 지지자라고 하여 자유 무역을 반대하는 것은 아닐 수도 있다는 것이다. 이 때문에 많은 반 세계화 지지자들 사이에 의견 차이가 있는 것이다.

### 영향력

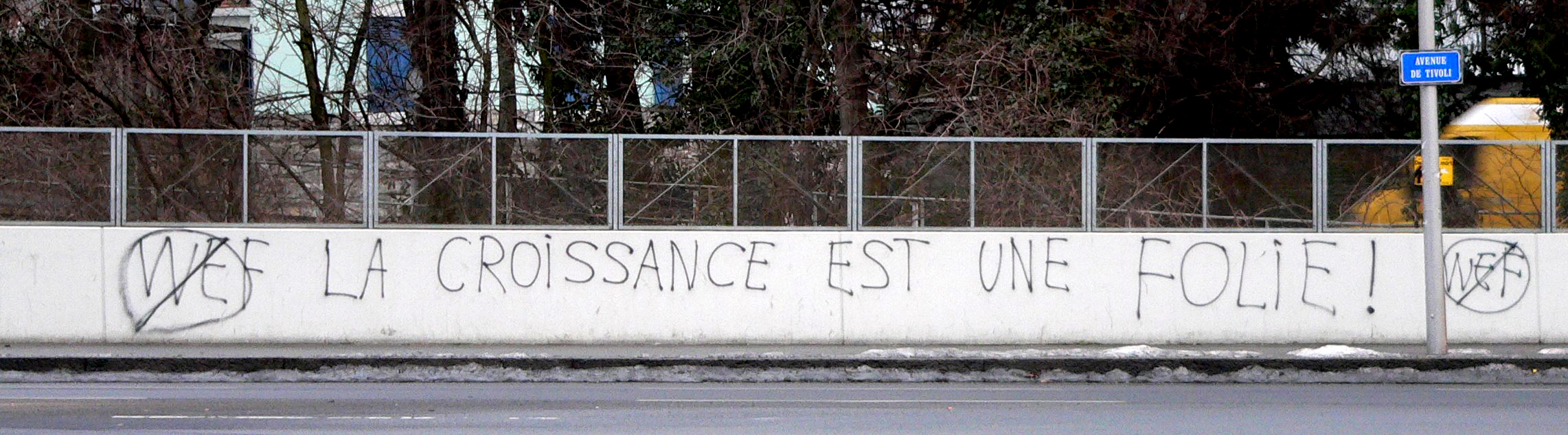
세계 경제 포럼에 반대하는 로잔의 한 그래피티. La croissance est une folie ("경제성장은 광기다")라고 써있다.

몇몇 영향력있는 비판가들의 글은 반 세계화 운동에 영감을 주기도 하였다. 캐나다의 저널리스트 나오미 클레인은 그녀의 책 No Logo에서 다국적 기업의 상품 관행과 대중 문화 마케팅 브랜드의 존재에 대해 그녀 자신은 비판적이며 그녀의 책은 곧 반 세계화 운동의 ‘성명서’같은 역할을 하게 되었다. 인도에서는 Vandana Shiva의 작품에서 이 운동에 대한 언급을 찾아볼 수 있다. 그리고 Arundhati Roy는 핵무기에 강력히 반대하는 입장을 주장하고 세계 은행의 스폰을 받아 진행되었던 인도의 거대한 수력발전 댐 프로젝트에 반대하면서 유명해졌다. 프랑스에서는 잘 알려진 월간지, 르 몽드지가 반 세계화 운동을 지지하였고 르몽드지의 편집자인 gnacio Ramonet의 사설은 국제금융관세연대의 설립을 가져오기도 하였다. 다국적 연구소에서 일하는 Susan George는 또한 이 운동에 오랜 기간 동안 영향을 미쳐왔다. 그는 1986년 이후부터 기아, 빚, 국제 경제 기관과 자본주의에 대한 책들을 써왔다. Jean Zielger, Christopher Chase-Dunn, 그리고 Immauel Wallerstein은 자본주의 체계의 지배를 받는 세계의 불평등한 종속에 대해 구체화시켰다.
평화주의자들과 반제국주의자들의 원칙은 강력하게 이 운동에 영향을 미쳐왔다. 미국 외교정책의 평론가인 노암 촘스키, 수잔 소타크같은 사람들은 그들 자신을 반 세계화 운동 지지자들로 생각하고 있지 않음에도 이 운동을 폭넓게 이해하고 수용하였다.
국제경제기관의 신자유주의적 접근을 받아들이지 않는 몇몇의 경제학자들은 강력하게 이 운동에 영향을 주었다. Amartya Sen은 자유로서의 발전은 제3세계 발전이 자본의 국내 수입 증가를 의미하는 것이 아니라 인간능력의 확장으로써 이해되어야 한다고 주장한다. 그래서 그는 그저 GDP를 발전의 목표로 두는 것이 아니라 정책, 복지와 교육에 맞춰야 한다고 주장한다. James Tobin's는 금융 거래의 세금이 반 세계화 운동의 한 주제로 제안했다. 또한, George Soros, Joseph E. Stigiltz와 Davide Korten은 채무 구제, 토지 개혁을 위해 철저하게 개선된 투명성과 다국적 기업의 의무 시스템의 재조정을 주장했다.
몇몇 로마 가톨릭 국가들, 이탈리아 같은 나라에서는 특히 제 3세계에서 머무르는 선교사들로부터 운동이 종교적으로 영향을 받았다. 그리고 인터넷 정보와 자유로운 정보 사이트, 독립미디어 사이트 같은 Indymedia이 반 세계화 운동의 확산시키는데 영향을 미쳤다.

## 조직

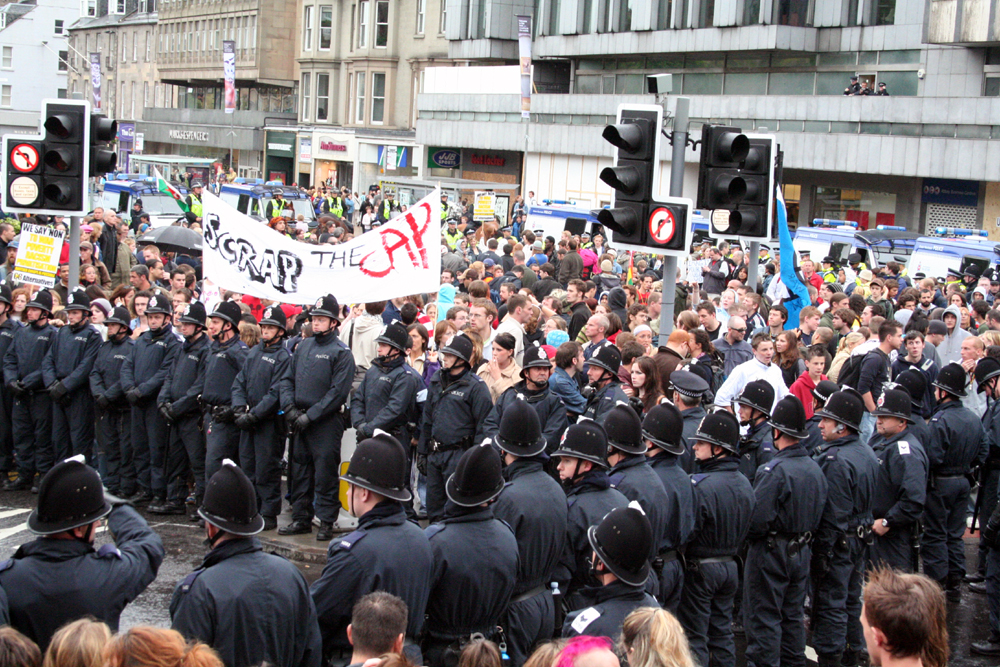
2005년 G8 회의에 반대하는 에딘버러의 시위대.

지난 몇 년간 자본주의 경제의 세계화에 대한 대안 강조가 있었음에도 불구하고 반 세계화 운동의 가장 중요한 부분이 되는 ‘조직’의 형태가 없었다. 반 세계화 운동은 분산적인 캠페인, 직접적인 시위 행동과 시민의 불복종으로 생겨 유지되었을 뿐이다.
하지만 때때로 People's Global Action 네트워크의 배너 아래 진행되었는데 많은 이질적이고 다양한 조직들을 하나의 글로벌 투쟁으로써 묶으려고 하였다.
대부분의 시위의 공식적 목표는 절차를 멈추는 것이다. 즉, 세계화를 촉진시키는 회담 등을 저지하는 것이다. 대부분의 시위들이 실제로 정상회담을 연기시키거나 취소시키는 것에 성공하진 못했지만 이것은 사람들을 동원시키고 그들에게 가시적이고 단기적인 목표를 제시해준다.
그리고 가끔 폭동은 항의 시위에서 일어나기도 하는데 예를 들어 제노아, 시애틀과 런던에서 열린 반 세계화 시위로 인해 그 지역에 막대한 손실을 가져왔다. 특히 다국적 기업을 목표로 하여 스타벅스나 맥도날드에 영향을 주었다.
이 운동이 공식적인 협력 조직이 많지 않음에도 불구하고 지지자들은 세계적으로 행해지는 대규모의 시위를 조직화하기 위해 노력한다.
정보 기술을 이용하여 시위자들은 그들을 동호인 자체로 조직화한다. 이 조직은 무계급으로 거주지가 가깝거나 공통의 정치적 목표를 공유하고 있는 사람들로
모인 유사집단이다.
그들은 집단을 구성한 뒤 대변인을 계획된 미팅에 보낸다. 하지만 이러한 과정이 언제나 순조롭게 진행되는 것은 아니다.
그들은 법 집행 요원들에 의해 잠입당할 수도 있고 시위자들의 계획이 무산되는 경우도 종종 발생한다. 그들은 가끔 폭력을 기꺼이 행해 법을 어기려고 하는데 무력을 사용해 반 세계화 운동을 지지하는 사람들이 그렇다. 법적인 위험성, 즉 법적 강화와 함께 경찰과 대치하면서 생길 수 있는 위험으로부터 보호하기 위해서이기도 하다.
예를 들어 2000년 파라과이에서 반 세계화 운동 폭력시위가 있었을 때 그 집단들은 3개의 그룹으로 나누어 한 그룹은 컨퍼런스 센터로 한 그룹은 시민불복종 운동에 참여하였으며 의상, 춤, 음악, 미술작품 등을 활용한 전술적 발칙함을, 나머지 그룹은 폭력적 충돌에 참여했다.

## 시위 및 약속
반 세계화 운동은 1990년대 중반부터 세계시민사회운동에서 중요한 역할을 차지하게 되었다.

### 베를린88
1988년 베를린에서 국제통화기금과 세계은행의 연례 회의가 열릴 예정이었다.
하지만 반 세계화 운동 시위대들의 목표는 이 회의를 탈선시키는 것, 즉 취소시키고자 회의장 앞에서 시위를 벌였다.
이 운동은 최초의 반 세계화 운동이라고 보여진다.

### 시애틀
메인 기사: 세계무역기구 3차 각료회의에 대한 시위 활동
본격적인 반 세계화 운동은 N30이라고 알려진 운동이다. 이 운동의 시위대들이 1999년 11월 30일에 열린 세계 각료들의 WTO회의 입장을 막은 것이다.
시위대들은 개막식을 무효화시키고자 12월 3일까지 시위를 지속하였으며 결국 회의가 결렬되었다. 시애틀에는 이 당시 환경운동가와 노동운동가를 중심으로 세계 여러곳에서 약 5만여명의 시위대들이 몰려들었다. 시애틀 폭동 진압 경찰들은 해산하기를 거부하고 거리를 막아 투쟁을 벌이던 시위대들에게 최루가스를 던지면서 그들 사이에 충돌이 일었다. 약 600명이 넘는 시위자들이 체포되었고 수 천명이 다쳤다. 몇몇의 시위대들은 나이키나 스타벅스같은 다국적 기업의 상점들의 유리를 부수기도 하였다. 시애틀 시장은 통행금지를 선언하였고 2002년 시애틀은 시애틀 경찰서의 폭행죄와 부당한 체포에 대한 소송으로 인해 200,000달러를 합의금으로 지불하였지만 여전히 이 소송은 미결로 남아있다.

### 워싱턴
2000년에는 세계은행과 국제통화기금 회의에 10-15,000명의 시위대가 모였다. 이 시위 역시 회의를 결렬시키기 위한 목적이었으며 세계적으로 많은 시위대들이 몰렸다.
3번이나 퓰리처 상을 수상한 워싱턴지의 사진기자인 Carol Guzy는 시위대의 사진을 찍어 경찰에 의해 구금당했다. 또한 AP의 저널리스트 2명도 경찰에 의해 갇히기도 하였다.
그 결과 불법 체포에 대한 소송이 일어났고 2009년 11월 소송은 해결되었다.

### 세계사회포럼
전 세계 정치ㆍ경제 지도자들의 모임인 세계경제포럼(WEF)의 신자유주의와 세계화 경향에 맞서기 위하여 중남미 좌파 지도자들이 세계 각국의 진보성향 시민단체 등을 규합, '또 다른 세계도 가능하다(Another world is possible)'를 모토로 2001년부터 시작된 사회포럼이다. 세계경제포럼이 세계화를 지향하는 선진국 중심의 국제회의로서, 개발도상국과 제3세계 국가들을 철저히 외면하고 있다는 비판에서 출발하였으며, 세계화 운동에 반대하는 전 세계 비정부기구(NGO)와 진보운동가들이 참석한다.
[네이버 지식백과] 세계사회포럼 [World Social Forum] (시사상식사전, 박문각)
첫 번째 세계사회포럼은 2001년, Oded Grajew, Chico Whitaker, and Bernard Cassen의 자주적 행동으로 행해졌다. 그것은 Porto Alegre 포르투 알레그레시와 브라질 노동당의 지원을 받았다.
IC는 WSF에 관한 주요 이슈들을 논의하고 결정하기 위해 세워졌다. 동시에 포르투 알레그레의 지역조직위원회가 그 포럼의 실질적인 준비를 담당했다. 2001년 6월,
IC는 세계사회포럼 원칙을 주창하는 선언문을 공개하였고 이는 국제적, 국내적인 그리고 지역적인 사회 포럼의 공통적인 틀을 제공하였다.
WFS는 정기적인 회의가 되었는데 2002년과 2003년 포르트 알레그레에서 다시 열렸고 미국의 이라크 침입에 반대하는 전 세계인들의 응원을 받았고 반전을 지지하는 많은 시위대들이 몰렸다. 세계사회포럼은 2월 15일을 국제반전투쟁의 날로 정하였고 꾸준히 평화를 외치는 시위를 계속하였다. 2004년에 뭄바이에서 열렸으며 아시아와 아프리카 사람들의 접근이 쉬워졌으며 75,000명의 대표자들이 참여하였다. 2006년에는 카라사스, 밤복, 카라치 이 3개의 도시에서 열렸다. 2007년에는 나이로비에서 열렸다. 2009년에는 다시 브라질에서 세계사회포럼이 개최되었으며 2011년 세네갈의 다카르에서 열렸다. 세계사회포럼의 개최지는 다양한 곳에서 열렸다.
첫 번째 유럽사회포럼은 프로랑스에서 2002년 11월에 개최되었다. 그 슬로건은 "전쟁에 반대, 인종주의에 반대하고 신자유주의에 반대한다"였다. 그 포럼에는 60,000명의 대표자들이 참여하였고 전쟁에 항의하는 대규모 시위로 끝이 났다. 다음 ESF은 파리, 런던, 아테네,말로, 이스탄불에서 차례대로 진행되었다.
2004년에는 서울에서 세계경제포럼 아시아 지역회의에 맞서 세계사회포럼이 열려 국내외 시민단체 활동가 등 1만여명이 반세계화 시위를 벌였다.
많은 나라에서 대륙별, 국제, 지역 사회 포럼이 활발하게 진행되고 있다.
반세계화 운동진영은 세계사회포럼을 "반세계화 운동이 만나 교류하며 스스로를 확인하는
물리적 시간적 공간"이자 "대안적 세계질서의 비전과 가치, 제도를 논의하고 가다듬는 장소"라고 평가한다.

### 멕시코 캉쿤
멕시코 캉쿤에서 2003년 9월 세계무역기구 제5차 각료회의가 열렸다. 한국의 농민운동가 이경해씨가 농업개방확대안에 거세게 항거하며 자결해 회담을 결렬시키도 했다. 그는 전 한국농업경영인중앙연합회회장이었으며 그의 할복자살은 국내외로 많은 반향을 불러일으켰다.

## 비판
반 세계화 운동은 중도 성향의 정치가들과 많은 경제학자들에 의해 비판을 받는다.

### 증거의 부족
비판가들은 반 세계화 운동을 지지할 수 있는 증거가 부족하다고 주장한다. 이러한 비판들은 세계화, 자본주의화 이러한 결과로 생겨날 경제 성장을 방해할 수 있는 통계적인 증거를 제시한다.
개발도상국, 동아시아같은 나라에서 하루 1달러 미만으로 생활하는 사람들의 비율은 절대적 감소를 보였다. 가난한 정부 그리고 세계화에 조금 무책임한 나라, 아프리카 등에서는 가난의 증가가 보였지만 이 외의 다른 나라에서는 비율에 큰 변화가 없었다.
기록상 2002년과 2007년 사이에서 많은 세계 수입률이 보였다.
하지만 1.4백만명의 사람들은 여전히 깨끗한 물을 마시지 못하고 살고 있으며 2.6 백만명의 세계 인구가 적절치 못한 위생상태로 살고 있다. 깨끗한 수도 사용률은 사실 가장 가난한 나라에서 감소하였고 종종 이들 나라들은 세계화에 참여한다고 보이지 않을 때도 있다.

### 조직의 부재
이 운동의 가장 큰 주요한 비판은 그것의 일관성있는 목표가 부족하다는데 있다. 그리고 각기 다른 목표를 지닌 시위대들은 종종 서로에 대해 반대하는 경우도 있다. 많은 시위대들은 또한 이것을 알고 있으며 그럼에도 불구하고 그들이 서로 일치해야 한다고 주장한다. 심지어 그들이 정확히 같은 정치적 견해를 가지고 있지 않음에도 말이다. 작가 Michael Hardt과 Antonio Negri는 조화를 깨뜨리는 군중들의 이러한 생각(인간은 공유된 원인, 이유를 위해 함께 모인다. 하지만 사람들의 개념의 완전한 일치란 없다)을 확장시키는 그들을 책()에서 이러한 점을 언급했다.

### 효율성의 부족
반 세계화 운동의 지지자들의 주장 중 하나는 3세계 농부들의 가난의 주요 원인 중 부유한 나라와 가난한 나라에 의해 세워진 무역 장벽에 의한 것이라는 주장이다.
WTO는 이러한 무역장벽을 없애기 위해 설립된 기구이다. 그러므로 사람들은 정말로 3세계의 가난 등 나쁜 상태에 대해 염려한다면 사실 자유 무역을 주장해야 된다. 오히려 그것을 놔두는 것이다.

### 3세계로부터 지지의 부족
비판가들은 가난한 나라의 사람들이 상대적으로 세계화를 받아들이고 있으며 지지하는 반면에, 반 세계화의 강력한 지지는 부유한 나라들의 지지자들로부터 온다고 말한다. “The Globalization Myth: Why the Protestors Have Got It Wrong”의 저자 Alan Shipman은 다음과 같이 주장한다. 반 세계화 운동은 전 세계적으로 퍼져있는 가난하고 노동자집단의 지지를 얻는데 실패했다. 가난한 나라의 사람들은 반 세계화 운동이 오히려 그들의 직장, 입금, 생활수단에 위협이 되며 세계화가 휴지되거나 없어진다면 더 큰 가난에 빠질 것이라고 생각한다고 그는 주장한다.

## 같이 보기
- 반자본주의
- 반소비주의
- 아르헨티나 경제 위기
- 문화 방해
- 직접 민주주의
- 관세 무역 일반 협정 (GATT)
- 녹색성장
- 르몽드
- 국제주의
- 제조업
- 신세계질서 (정치학)
- NAFTA
- 업무위탁
- 대중주의
- 반제국주의
- 좌익 국민주의
- 유럽회의주의

### 비정부기구비정부 기구
- Bolivarian Alliance for the Americas
- Attac
- ¡Democracia Real YA!
- Food Not Bombs[16]
- Global Justice Movement
- Global Trade Watch (Australia)
- 월 가를 점거하라

### 도서
- Empire
- No Logo

- 세계화의 덫
- 빈곤의 세계화
- 신자유주의와 세계민중운동
- 한국의 대안세계화 운동 이념